# Inflacja płacowa
Inflacja płacowa – rodzaj inflacji kosztowej, której przyczyną jest wzrost płac i wynagrodzeń przewyższający wzrost wydajności pracy. Wzrost płac przewyższający wzrost wydajności pracy może wynikać z nacisków związków zawodowych na pracodawców lub stosowanych wadliwych wskaźników waloryzacji wynagrodzeń.